# 收播新聞
是1987年美國的一部浪漫喜劇電影。編劇、製作人和導演是James L. Brooks。這部電影選入了AFI百年百大喜劇電影之列。

## 外部連結
- 互联网电影数据库（IMDb）上《Broadcast News》的资料（英文）
- AllMovie上《Broadcast News》的资料（英文）
- 爛番茄上《Broadcast News》的資料（英文）
- Box Office Mojo上《Broadcast News》的資料（英文）
- Broadcast News （页面存档备份，存于） at The Numbers
- Criterion Collection Essay （页面存档备份，存于）